# NDE1
NDE1‏ (NudE neurodevelopment protein 1) هوَ بروتين يُشَفر بواسطة جين NDE1 في الإنسان.